# Monumento Natural das Falésias de Beberibe

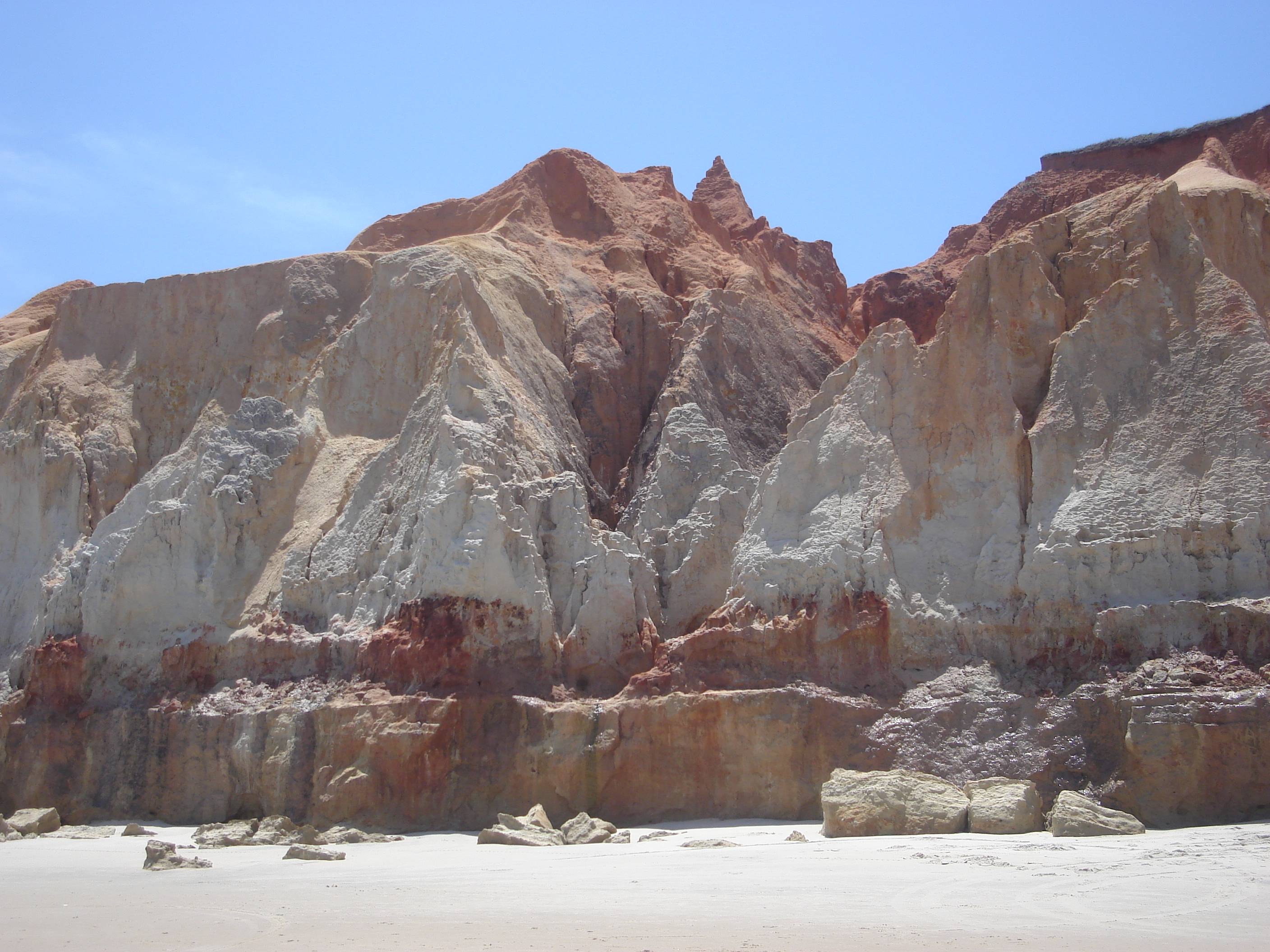
Falésias de Beberibe - Praia de Morro Branco

O Monumento Natural das Falésias de Beberibe é uma unidade de conservação de proteção integral brasileira, localizada no município de Beberibe, no estado do Ceará. Foi criado através do decreto Nº 27.461, de 4 de junho de 2004. O objetivo da criação desta unidade é a preservação da paisagem de falésias e dunas e ordenar a atividade turística na região.
Por apresentarem-se como uma forma de relevo imponente, despertando a curiosidade e proporcionando atividades turísticas e, principalmente, por serem estruturas naturalmente frágeis, as falésias da Praia do Morro Branco vêm sofrendo alterações provocadas pela ocupação do relevo pelo setor turístico e hoteleiro.

## Geologia
As falésias no litoral do Ceará, do ponto de vista da geologia, são erosões costeiras nos tabuleiros pré-litorâneos da Formação Barreiras, estruturas que afloram alternadamente com campos de dunas, restingas e manguezais no litoral da região Nordeste.